# 押渕 (津山市)
押渕（おしぶち）は岡山県津山市にある地名。郵便番号は708-0865。

## 地理
吉井川の西に位置する。津山市の南方に位置し、東西を美咲町と接する。市内では吉井川を挟み瓜生原、北は金屋、荒神山と接する。「渕」の字は、岡山県道449号押淵皿線では正字の「淵」に固定されている。

### 河川
- 吉井川
- 荒神川
- 鮎返川

## 歴史

### 沿革
- 1889年6月1日 - 町村制施行に伴い、久米南条郡押渕村が同郡小桁村、金屋村、荒神山村、種村、八出村、横山村と合併し、福岡村となる。押渕村は大字押渕となる。
- 1900年4月1日 - 久米南条郡が久米北条郡と合併し、久米郡となる。
- 1901年4月1日 -久米郡佐良山村の内、大字大谷を編入する。
- 1929年2月11日 - 福岡村が苫田郡津山町、津山東町、院庄村、西苫田村、二宮村と合併・市制により、津山市となる。

## 世帯数と人口
2021年（令和3年）1月1日現在の世帯数と人口は以下の通りである。
| 町丁 | 世帯数 | 人口  |
| ---- | ------ | ----- |
| 押渕 | 44世帯 | 100人 |

## 小・中学校の学区
市立小・中学校に通う場合、学区は以下の通りとなる。
| 番地 | 小学校           | 中学校             |
| ---- | ---------------- | ------------------ |
| 全域 | 津山市立南小学校 | 津山市立鶴山中学校 |

## 交通

### 道路
- 岡山県道26号津山柵原線
- 岡山県道449号押淵皿線

## 施設
- 津山市福南公民館
- 岡山県北部警察犬訓練所